# Katabia gromovi
A Katabia gromovi a Cercozoa klád Katabia nemzetségének és a Katabiidae kládnak egyetlen ismert faja. Ostoros amőba, mely a legtöbb Cercozoa-fajjal szemben nem siklik ostorain, hanem szabadon úszik velük.

## Történet
A Katabia gromovit és a Katabia nemzetséget 2003-ban írták le Karpov, Ekelund és Moestrup, és eredetileg a Sarcomonadeán belül a Cercomonadidába sorolták, ezzel ez volt az első fagotróf Cercozoa-faj, melynek kinetidaszerkezetéről részletes képek készültek. 2009-ben Howe et al. a Monadofilosa kládba helyezték genetikai adat hiányában ismeretlen helyzettel. A Katabiidae kládot Thomas Cavalier-Smith és Brian Oates írták le 2012-ben, és Sarcomonadea incertae sedisként helyezték el morfológiai alapon. Adl et al. 2019-es rendszertanában azonban már Cercozoa incertae sedisként szerepel.

## Morfológia
Csepp alakú egysejtű ostoros amőba széles elülső és keskenyedő hátulsó véggel. Két heterodinamikus ostora van. A sejten belül mikrotestek, gomba alakú refraktilis szemcsék, kinetociszták és a Heteromita nemzetségéhez hasonló fejlett sejtváz találhatók. 2 előre és 4 hátra mutató centriólumgyökere van.
Talajlakó ostoros amőba jól látható dorzális és lapos hátulsó oldallal, 8–12 μm hosszú és 5–7 μm széles sejttel. Ostorai a sejttest hosszának nagyjából negyedére vannak az elülső végtől. A hátulsó a sejttestnél mintegy 2,5-szer, az elülső 1,5-szer hosszabb, akronémája – az ostorvégen lévő vékony hajszerű kiemelkedése – rövidebb.

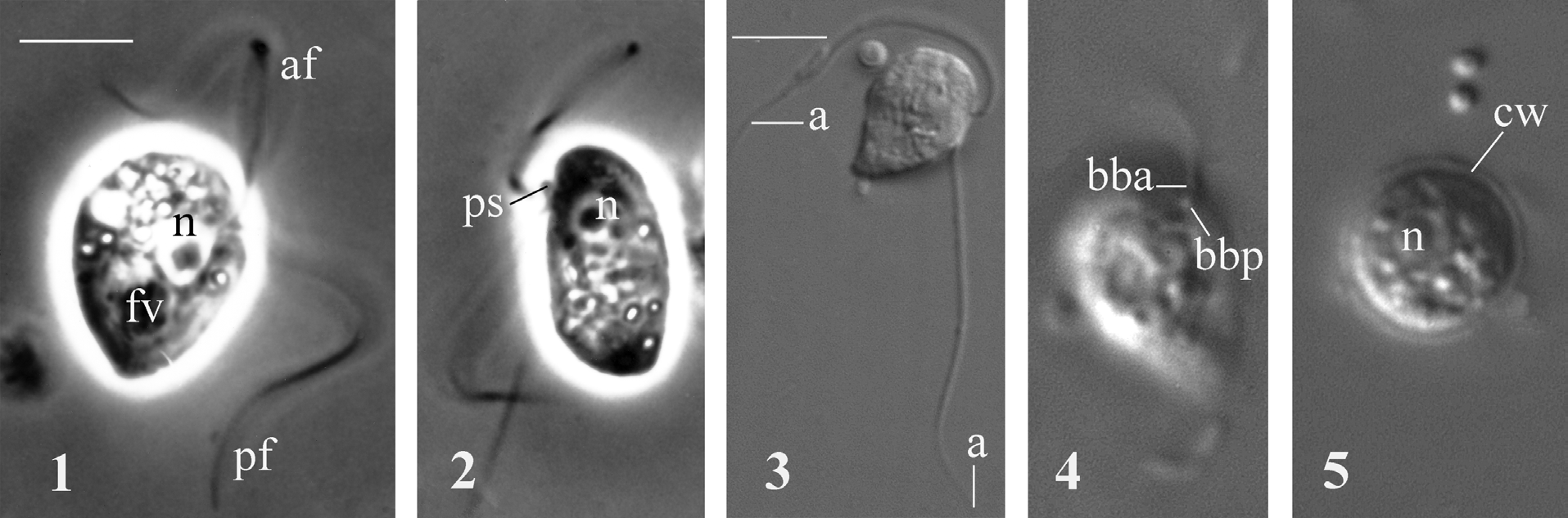
Fénymikroszkópos képek a K. gromoviról annak sejttestével, ostoraival trofozoita- (1–4), mind cisztaállapotával (5). Rövidítések: a (akronéma), af (elülső ostor), bba (elülső alapi test), bbp (hátulsó alapi test), cw (cisztafal), fv (emésztő űröcske), n (sejtmag), pf (hátulsó ostor), ps (álláb). A képet Szergej A. Karpov, Flemming Ekelund és Øjvind Moestrup készítették 2003-ban a faj leírásához.

A Paracercomonasban található 1. dorzális centriólumgyökér homológja lehet a Katabia elülső gyökere, mivel ezek egymásra hasonlítanak. A Katabia 2. ventrális gyökere egy sűrű átmeneti lemezzel kapcsolatban van, ezért Cavalier-Smith és Oates szerint 2012-ben az Imbricatea, a Glissomonadida és a Katabia közös ősében is jelen lehetett.
Az ostorbeli transzporthoz szükséges részecskék sorozatot alkothatnak, mely 2012 előtt a Cercozoában nem volt ismert.
A Metromonashoz hasonló diafragmája van az átmeneti lemezhez proximálisan, de utóbbihoz nem kapcsolódik egyértelmű felület, helyette a Metromonashoz hasonló fonalak alkotta felület kapcsolódik a diafragmához proximálisan. Transzverzális képeken az átmeneti zóna alapja látható, mely alatt makk-V-fonalak vannak, melyet a longitudinális képekkel együtt Cavalier-Smith 2022-ben megjelent tanulmányában korábban észrevétlen bizonyítékként írt le a Rhizariában jelenlévő makk-V-re. Az átmeneti lemez disztális helyzetű az átmeneti felülethez képest, laterális végei sűrű háromszögek. Ezenkívül a Katablepharishoz is hasonlít.
Sejtmagja vezikuláris, kevés heterokromatint tartalmaz, benne a nukleólusz nagy, a körülötte lévő teret a durva endoplazmatikus retikulum köti össze, az ER ciszternái mindig a magfelszín körül vannak, mitokondriumai csőszerű, ritkán elágazó vagy vezikuláris cristákkal rendelkeznek. 2 diktioszóma található a mag egyik oldalán az ostorok alapi teste előtt. A trofozoita nagy vakuólumokkal rendelkezik hátul és középen. A Cercomonadidával szemben nincs mikrotubulusokból álló kúpja, van viszont 4–5 mikrotubulusból álló dorzális eredetű hátulsó és 3 mikrotubulusból álló, a hátulsó centriólumból eredő és a hátulsó sáv mögött futó, majd a centriólumok körül a sejt jobb oldala felé forduló övsávja. 2 mikrotubulusból álló hátramutató „felső” gyökere nem rendelkezik Cercomonadida-homológgal, és Cavalier-Smith 2018-as Chromista-rendszertana szerint csak a Katabiában ismert ilyen gyökér, azonban „alsó” gyökerének se volt 2006-ban ismert homológja.
Kilencszögű rostja a disztális lemez-gallér komplexumból ered érzékeny hengerként.
Bár nem siklásra használja ostorait, két ventrális hátulsó ostorgyökere közti kapcsolat fennmaradt. A 2-es ventrális hátulsó gyökéren sűrű lemeze van. Rizoplasztja a Viridiraptor invadenséhez hasonló méretű és összetettségű – például 3 szálból áll mindkét alapi testből.

## Életmód
Bakterivor planktonikus fagotróf faj. Más Cercozoa-fajokkal szemben ostoraival nem siklik a szubsztráton, mivel másodlagosan elvesztette erre képességét, hanem csak szabadon úszik velük. Így planktonikus életmódra váltott a korábbi bentikusról, de nemcsak tengerben, hanem talajban is megtalálható.

## Életciklus
Életciklusa 2 állapotból áll: egy szabadon élő trofozoitából, mely baktériumokat eszik állábaival úszás közben, és vastag nyálkás falú cisztából.
A ciszta fala vastag, és átlátszó, ostorai a falon belül vannak, nagy vakuólumai nincsenek.

## Etimológia
A Katabia név jelentés nélküli, míg a fajnévi jelző Borisz Vasziljevics Gromov, orosz mikrobiológus és protisztológus nevéből származik.

## Rendszertani kapcsolatok
2003-as felfedezése után több morfológiai, viselkedésbeli, életciklusbeli és sejtváz-szerkezetbeli hasonlóságot fedeztek fel a Katabia és a Heteromita közt, így a Sarcomonadea Cercomonadida rendjébe sorolták. 2012-ben azonban Sarcomonadea incertae sedisként szerepelt a Katabiidae nevű családban filogenetikai kapcsolatai bizonytalansága és a Paracercomonadida kládhoz hasonló centriólumgyökerek és a Glissomonadida kládokhoz hasonló ostorszerkezet miatt. Átmeneti zónája laterális felszínnel, széles proximális felülettel és alatta közel található makk-V-szerkezettel rendelkezik, és a Glissomonadidához hasonlóan II-es típusú, emellett halvány központi felülete is van, mely az átmeneti lemezhez proximális, valamint perifériás rácsa és aszimmetrikusan elhelyezkedő lumenális makkfonala is van. Lehetséges 4-es és 5-ös dublettjei a hozzájuk kapcsolódó V alakú összekötő részek lehetnek.

## Fordítás
Ez a szócikk részben vagy egészben  a   Katabia című angol Wikipédia-szócikk ezen változatának fordításán alapul.  Az eredeti cikk szerkesztőit annak laptörténete sorolja fel. Ez a jelzés csupán a megfogalmazás eredetét és a szerzői jogokat jelzi, nem szolgál a cikkben szereplő információk forrásmegjelöléseként.